# Ensō

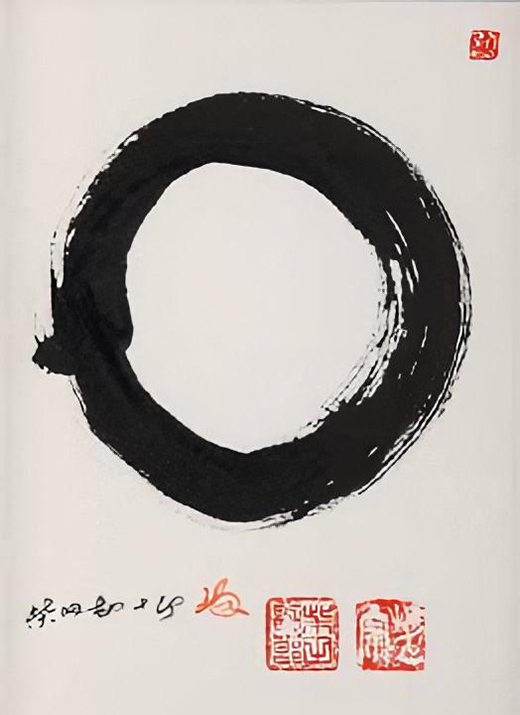
Caligrafía de Kanjūrō Shibata XX,
Ensō ca. 2000.

El término ensō (円相) es una palabra japonesa que significa círculo y que está fuertemente relacionada con el zen. Se trata de uno de los temas más típicos de la caligrafía japonesa, a pesar de que el círculo es un símbolo y no un carácter. Simboliza la iluminación, la fuerza, la elegancia, el universo y el vacío (mu), así como la propia estética japonesa. Como expresión del momento, se suele considerar una forma de minimalismo.[cita requerida]
En la pintura del budismo zen, el ensō simboliza un momento en que la mente es libre para simplemente dejar que el cuerpo o espíritu se ponga a crear. La forma se suele plasmar en seda o papel de arroz con un solo trazo (aunque en ocasiones el gran Bankei Yōtaku invertía dos trazos) y no hay posibilidad de modificación. Así, la obra muestra el movimiento expresivo del espíritu en un tiempo dado. Los budistas zen «creen que el carácter del artista está totalmente expuesto en su manera de realizar un ensō. Sólo una persona que es mental y espiritualmente completa puede plasmar un auténtico ensō. Algunos artistas practicarán dibujando un ensō cada día a modo de ejercicio espiritual».
Algunos artistas pintan el ensō con una abertura en el círculo, mientras que otros completan el círculo. Para los primeros, la abertura puede simbolizar distintas ideas, por ejemplo, que el ensō no es una figura separada, sino que es parte de algo más grande, o que la imperfección es un aspecto esencial e inherente de la existencia (como ocurre también en la idea de simetría rota). El principio de controlar el equilibrio en la composición a través de la asimetría y la irregularidad es un aspecto importante en la estética japonesa: fukinsei (不均斉), la negación de lo perfecto. 
El ensō también es un símbolo sagrado en el budismo zen, y a menudo lo emplean los maestros zen a modo de firma en sus obras de tipo religioso. Un tema relacionado con la filosofía que encierra esta idea es Hitsuzendō, el camino del pincel, o caligrafía zen.